# 헬레스

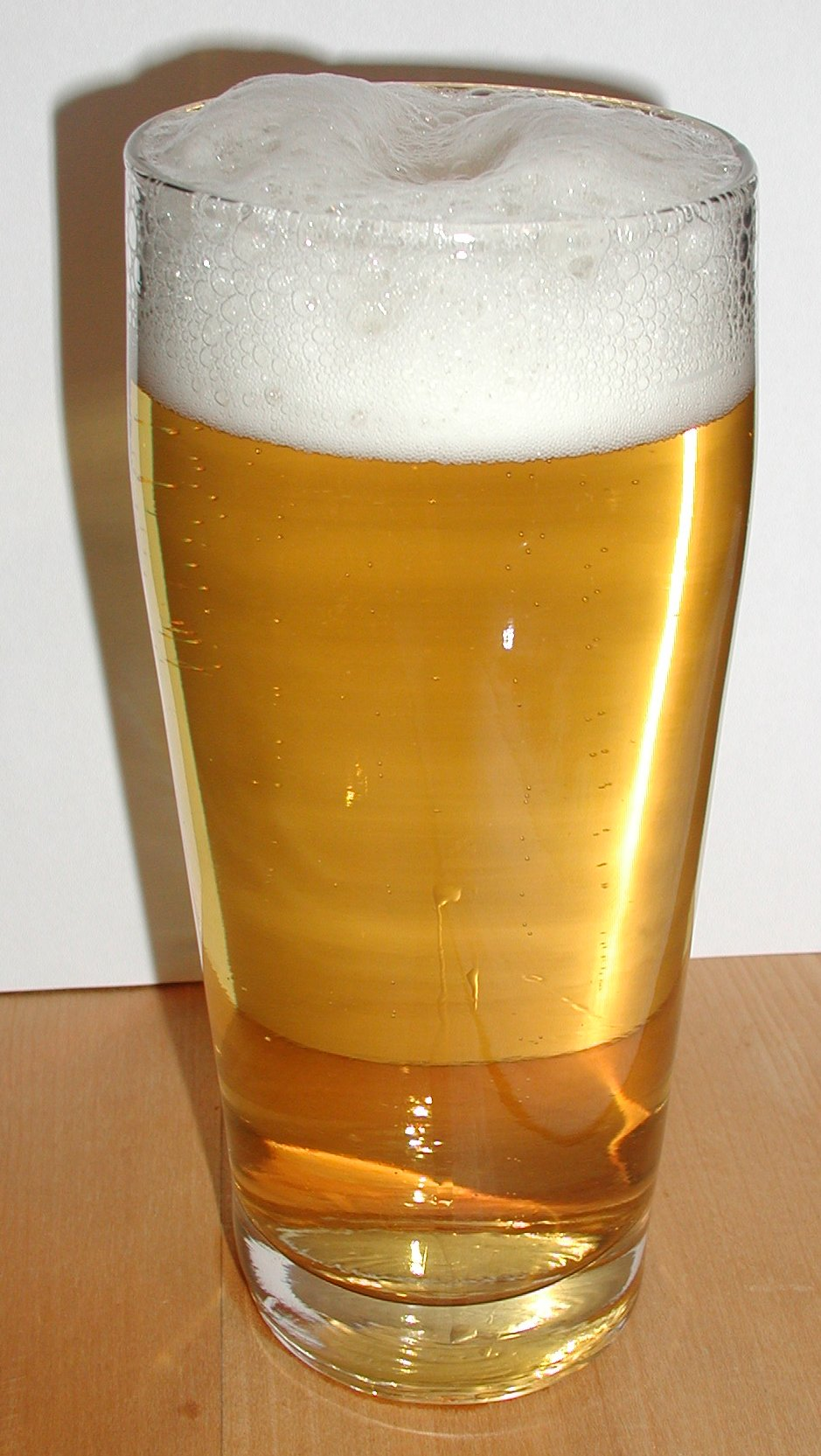
헬레스병

헬레스(Helles) 또는 헬(hell)은 전통적인 독일 페일 라거 맥주이다. 독일 남부, 특히 뮌헨에서 주로 생산된다. 독일어 hell은 "밝은", "가벼운", "페일"(pale)로 번역될 수 있다.

## 역사
1960년대까지 헬레스는 독일어를 사용하는 지역이라면 어느 곳에서든 구할 수 있었다. 수많은 지역에서 헬레스는 느리게 필스너 스타일의 맥주로 대체되어갔으며 소비자 취향이 통에 든 생맥주에서 병맥주로 변화하하였다. 독일 남부 이외 지역들에서 헬레스는 특히 베를린에서 다시 인기를 얻고 있다.

## 예시
- 호프브로이하우스 오리지널
- 뢰벤브로이 오리지널
- 파울라너 Münchner Hell
- 바이엔슈테판 오리지널